# KlickKlack
KlickKlack (ab September 2010 BR-KLASSIK: KlickKlack) war ein halbstündiges Musikmagazin im BR Fernsehen, abwechselnd moderiert von Cellistin Sol Gabetta und Percussionist Martin Grubinger. Redaktionell wurde das Format vom Programmbereich BR-Klassik betreut.

## Inhalt
In bewusst moderner Bildsprache wurden klassische Musiker und Komponisten bei ihrer Arbeit gezeigt und interviewt. Es wurden Aufführungen, Proben und Entstehungsprozesse gezeigt. Auch angrenzende Themen wie Musiktheater, Neue Musik, Jazz oder Popmusik wurden thematisiert. Regelmäßig wurden die beiden Moderatoren Sol Gabetta und Martin Grubinger bei eigenen Auftritten gezeigt.

## Auszeichnungen
Die Sendung wurde 2021 mit dem Opus Klassik – „Sonderpreis der Jury für besondere mediale Formate und Verbreitung“ ausgezeichnet.